# Mensa Select
Mensa Select je každoroční ocenění Americké Mensy (národní pobočka Mensy International), které je od roku 1990 udíleno vždy pětici stolních (deskových, případně karetních) her, které „jsou originální, stimulující a mají pěkné provedení“. Ocenění je vyhlašováno během Mensa Mind Games – výročního mensovního turnaje v deskových hrách (místo konání je v závorce za rokem).

## Seznam oceněných her
| - Taboo - Scattergories - Tribond - Abalone - Trivial Pursuit: Genus Edition - Pyramis - Lapis - Set - Master Labyrinth - Clue: The Great Museum Caper - Kinesis - Q4 - Terrace - Traverse - Why Not? - Farook - Inklings - Overturn - Quadrature - Quarto - Char - Chung Toi - Down Fall - Magic: The Gathering - Pyraos - Wordspin Scramble - Continuo - Duo - Quixo - The Great Dalmuti - Rat-a-Tat Cat - Pirateer - Take 6 - Quadwrangle - Touche - Hattrick - Rush Hour - Quoridor - Sagarian - Stops - Avalam - Cube Checkers - Kram - Spy Alley - Wadjet - Apples to Apples - Bollox (jinak též Bōku) - Doubles Wild - Fluxx - Quiddler - 3 Stones - Finish Lines - Imaginiff... - Time's Up! - ZÈRTZ (GIPF projekt) - Brainstrain - Dao - Metro - Shapes Up! - Thepollgame - Curses! - DVONN (GIPF projekt) - Muggins - Smart Mouth - The Legend of Landlock - Blokus - Cityscape - Fire and Ice - Octiles - TransAmerica | - 10 Days in Africa - Basari - The Bridges of Shangri-La - Rumis - YINSH (GIPF projekt) - Da Vinci's Challenge - Ingenious - Loot - Niagara - Zendo - Deflexion - Hive - Keesdrow - Pentago - Wits and Wagers - Gemlok - Gheos - Hit or Miss (nikoliv stejnojmenná karetní hra pro jednoho) - Qwirkle (MindWare) - Skullduggery - AmuseAmaze (HL Games) - Eye Know (Wiggles 3D Inc.) - Jumbulaya (Platypus Games) - Pixel (Educational Insights Archivováno 21. 1. 2009 na Wayback Machine.) - Tiki Topple (Gamewright) - Cornerstone (Good Company Games) - Dominion - Marrakech (Gigamic) - Stratum - Tic-Tac-Ku (Mad Cave Bird Games) - Anomia - Dizios (MindWare) - Forbidden Island - Word on the Street - Yikerz! (Wiggles 3D Inc.) - InStructures - Pastiche - Pirate versus Pirate - Stomple - Uncle Chestnut’s Table Gype - Coerceo - IOTA - Mind Shift - Snake Oil - Tetris Link - Forbidden Desert - Ghooost! - KerFlip! - Kulami (Foxmind Archivováno 15. 7. 2013 na Wayback Machine.) - Suburbia (Bezier Games) - Gravwell: Escape from the 9th Dimension - Qwixx - Pyramix - The Duke - Euphoria: Build a Better Dystopia - Castles of Mad King Ludwig - Dragonwood - Lanterns: The Harvest Festival - Letter Tycoon - Trekking the National Parks - Circular Reasoning - Favor of the Pharaoh - The Last Spike - New York 1901 - World’s Fair 1893 - bude oznámeno |